# Brumlebassen
Brumlebassen är det femte studioalbumet med det norska folk metal-bandet TrollfesT. Albumet utgavs 2012 av skivbolaget  NoiseArt Records. Låtarna på albumet handlar, som på de tidigare albumen, om troll och öl och är skrivna på det påhittade språket "Trollspråk" som är en blandning av norska och tyska.

## Låtförteckning
1. "Brumlebassen" – 5:38
2. "Böse tivoli" – 4:07
3. "Illsint" – 3:06
4. "Hevlette" – 1:48
5. "Finsken, norsken og presten" – 4:31
6. "Mystisk maskert" – 1:45
7. "Apis Mellifera" – 4:33
8. "Trinkentroll" – 3:09
9. "Verboten kjærleik" – 4:04
10. "Bråk" – 4:12
11. "Sellout" – 4:30
12. "Rundt bålet" – 1:59

Bonusspår på digipak-utgåvan (begränsad upplaga)
1. "Konterbier" – 4:35

- Text och musik: TrollfesT

## Medverkande
Musiker (TrollfesT-medlemmar)
- Psychotroll (Martin Storm-Olsen) – basgitarr
- TrollBANK (Eirik Renton) – trummor
- Mr. Seidel (John Espen Sagstad) – gitarr
- Trollmannen (Jostein Austvik) – sång
- Manskow (Øyvind Manskow) – dragspel, banjo
- Per Spelemann – gitarr
- DrekkaDag (Dag Stiberg) – saxofon

Bidragande musiker
- Mariangela Demurtas – sång
- Vreth (Mathias Lillmåns) – sång
- Trym Hagen – sång
- Fjernkontrollet (Kai Renton) – synthesizer
- Bokn (Jon Eirik Bokn) – kör
- Andreas Harding – kör
- Havresekken (Birk Blodtann) – kör
- Leif Kjønnsfleis (Morten Müller) – sång
- Arvid Fra Lørenskauen – dragspel

Produktion
- TrollfesT – producent, ljudtekniker, ljudmix
- Marius Strand – ljudmix
- Tom Kvålsvoll – mastering
- Andy WarTroll – omslagsdesign, foto
- Jonas Darnell – omslagskonst